# Friedrich Wilhelm Käuffer
Friedrich Wilhelm Käuffer (* 19. Juli 1786 in Reichenbach in der Oberlausitz; † 1. Februar 1851 in Zwickau) war ein deutscher Jurist.

## Leben
Friedrich Wilhelm Käuffer war der Sohn des Reichenbacher Oberpfarrers Christian Gottlieb Käuffer (* 24. April 1757 in Zodel; † 18. August 1830 in Reichenbach) und dessen Ehefrau Friederike Eleonore, Tochter des Arnsdorfer Pastors Johann Gottlieb Gleisberg. Er war der Älteste und hatte noch sieben weitere Geschwister, hierzu gehörte unter anderem:
- Johann Ernst Rudolf Käuffer (* 28. November 1793 in Reichenbach; † 10. September 1865 in Dresden), Konsistorialrat und Hofprediger, der auch seinen Nachruf im Neuen Nekrolog der Deutschen verfasste.

Aufgrund einer Erkältung nach einer schweren Blatterkrankheit war er vorübergehend erblindet und hatte bis zum Ende seines Lebens erhebliche Sehschwierigkeiten. Dies führte dazu, dass er das Gymnasium in Görlitz verlassen musste, um einen kaufmännischen Beruf zu erlernen; allerdings entwickelte er einen derart strengen Wunsch nach höherer Bildung, dass er kurz darauf wieder auf das Gymnasium zurückkehrte und dieses auch erfolgreich abschloss.
Er immatrikulierte sich 1805 zum Studium der Rechtswissenschaften an der Universität Leipzig und gab, um für seinen Lebensunterhalt zu sorgen, Klavierunterricht sowie Unterricht in Poesie und Gesang. Er beendete sein Studium 1808 und erhielt anschließend eine Anstellung als Aktuar bei den Gerichten in Callenberg und Tirschheim.
Nachdem er seine Advokatur erhalten hatte, ging er 1810 nach Dresden und erhielt die Inspektion von den Accisbezirken in Dresden und Tharand.
Fürst Otto Victor I. von Schönburg-Waldenburg berief ihn 1816 zu seinem fürstlichen Rat und Amtmann der Herrschaft Remissen (heute: Remse). 1820 wurde er Regierungs- und Konsistorialdirektor der damaligen Gesamtregierung in Glauchau, ging dann jedoch 1833, aufgrund der erfolgten Organisationsveränderungen, als Appellationsrat an das Appellationsgericht nach Dresden. Nachdem es zu einer Reorganisation gekommen war, ging er 1835 als Erster Appellationsrat an das Appellationsgericht nach Zwickau.
Friedrich Wilhelm Käuffer war seit dem 12. August 1805 mit Charlotte, eine Tochter von Hieronymus Fiebiger, Pfarrer in Markersdorf, verheiratet und hatte vier Töchter sowie einen Sohn.

## Auszeichnungen und Ehrungen
- 1844 wurde er vom sächsischen König Friedrich August II. zum Ritter des Zivilverdienstordens ernannt.[2]

## Schriften (Auswahl)
- Ueber die Appellationen gegen das gerichtliche Verfahren in Civilrechtssachen. Zwickau: Laurentius, 1840